# Elizabeth Fee
Elizabeth Fee (11 de dezembro de 1946 – 17 de outubro de 2018), também conhecida como Liz Fee, foi uma historiadora da ciência, medicina e saúde. Ela foi chefe da Divisão de História da Medicina da Biblioteca Nacional de Medicina dos Estados Unidos.

## Infância e educação
Fee nasceu em Belfast, filho de Deirdre e John Fee, missionários metodistas. A partir dos cinco meses de idade, ela começou a viajar com os pais para destinos como China, Malásia, Índia, Egito e por toda a Europa. Depois de contrair escarlatina na China, Fee perdeu a audição de um ouvido. Na adolescência, a família voltou para a Irlanda do Norte, onde Fee frequentou a escola.
Fee estudou biologia na Universidade de Cambridge e recebeu o primeiro título. Em 1968, recebeu uma bolsa Fulbright e foi estudar com Thomas Kuhn na Universidade de Princeton. Ela recebeu dois títulos de mestrado e obteve um doutorado em história e filosofia da ciência em 1978. Sua dissertação, baseada em periódicos vitorianos, foi intitulada "Ciência e a 'Questão da Mulher', 1860–1920".

## Carreira
Fee ensinou história da ciência e da medicina na Universidade Estadual de Nova York e introduziu cursos polêmicos sobre a sexualidade humana.
Em 1974, Fee foi trabalhar na Escola de Saúde Pública Johns Hopkins, onde trabalhou até 1995. Ela trabalhou em departamentos incluindo humanidades da saúde, saúde internacional e política de saúde.
Fee esteve envolvida no movimento feminista e na Organização Marxista da Saúde. Em 1994, ela coeditou Women's Health, Politics, and Power: Essays on Sex/Gender, Medicine, and Public Health com Nancy Krieger.
Tornou-se particularmente conhecida pelo seu trabalho de documentação e análise da história do VIH/SIDA. O historiador Theodore M. Brown disse que Fee procurou "garantir que as pessoas vulneráveis não tivessem suas necessidades e direitos pisoteados na pressa de 'proteger o público'". Ela coeditou AIDS: The Burden of History em 1988 e AIDS: a formação de uma doença crônica em 1992 com Daniel Fox. Seu trabalho informou estudos sobre saúde e bem-estar de lésbicas, gays, bissexuais, transgêneros e queer.
Fee produziu quase trinta livros e centenas de artigos, sobre temas tão variados como o tratamento racializado da sífilis, a história da escova de dentes e o bioterrorismo. Durante seu mandato na Johns Hopkins, Fee escreveu uma história da Escola de Saúde Pública, Doenças e Descoberta: Uma História da Escola de Higiene e Saúde Pública da Johns Hopkins, 1916–1939. Esta é considerada a primeira “biografia” da primeira escola de saúde pública e documentou redes de poder num campo supostamente tecnocrático. Mais tarde, ela e Roy Acheson escreveram uma história da educação em saúde pública.
Em 1990, Fee tornou-se editor da seção de história do American Journal of Public Health (AJPH).
Na década de 1990, ela iniciou o Círculo Sigerista, que examinava classe, raça e gênero, e o Spirit of 1848 Caucus da American Public Health Association, que buscava melhorar a compreensão de como a identidade influencia a saúde pública.
Fee tornou-se Chefe da Divisão de História da Medicina da Biblioteca Nacional de Medicina em 1995. Ela supervisionou medidas para reestruturar a organização em torno de três seções: Livros Raros e Manuscritos Antigos, Imagens e Arquivos e Exposições. Na década de 2000, tornou-se uma das líderes do Global Health Histories, um grupo criado pela Fundação Rockefeller e pela Organização Mundial da Saúde para analisar as iniciativas de saúde pública do século XX. Isso resultou no livro A Organização Mundial da Saúde: Uma História, escrito com Marcos Cueto e Theodore M. Brown. Ela foi nomeada historiadora-chefe da Biblioteca Nacional de Medicina em 2011.
Pouco antes de sua morte em 2018, Fee aposentou-se para se tornar uma pesquisadora independente.

## Prêmios
Fee recebeu os seguintes prêmios:
- Bolsa Kellog - Fundação WK Kellogg[1]
- Bolsa Fulbright[10]
- Prêmio Regentes - Biblioteca Nacional de Medicina
- Prêmio Arthur Viseltear - Associação Americana de Saúde Pública

## Vida pessoal
Fee conheceu sua esposa, Mary Garafolo, na década de 1980, quando Fee trabalhava na Johns Hopkins. Elas se casaram em Vancouver em 2005.

## Morte e legado
Fee morreu devido a complicações da esclerose lateral amiotrófica em 17 de outubro de 2018, em Bethesda.
A edição de junho da APJH trazia oito artigos que marcavam a influência de Fee no campo da história da saúde pública.